# Jan Tore Sanner

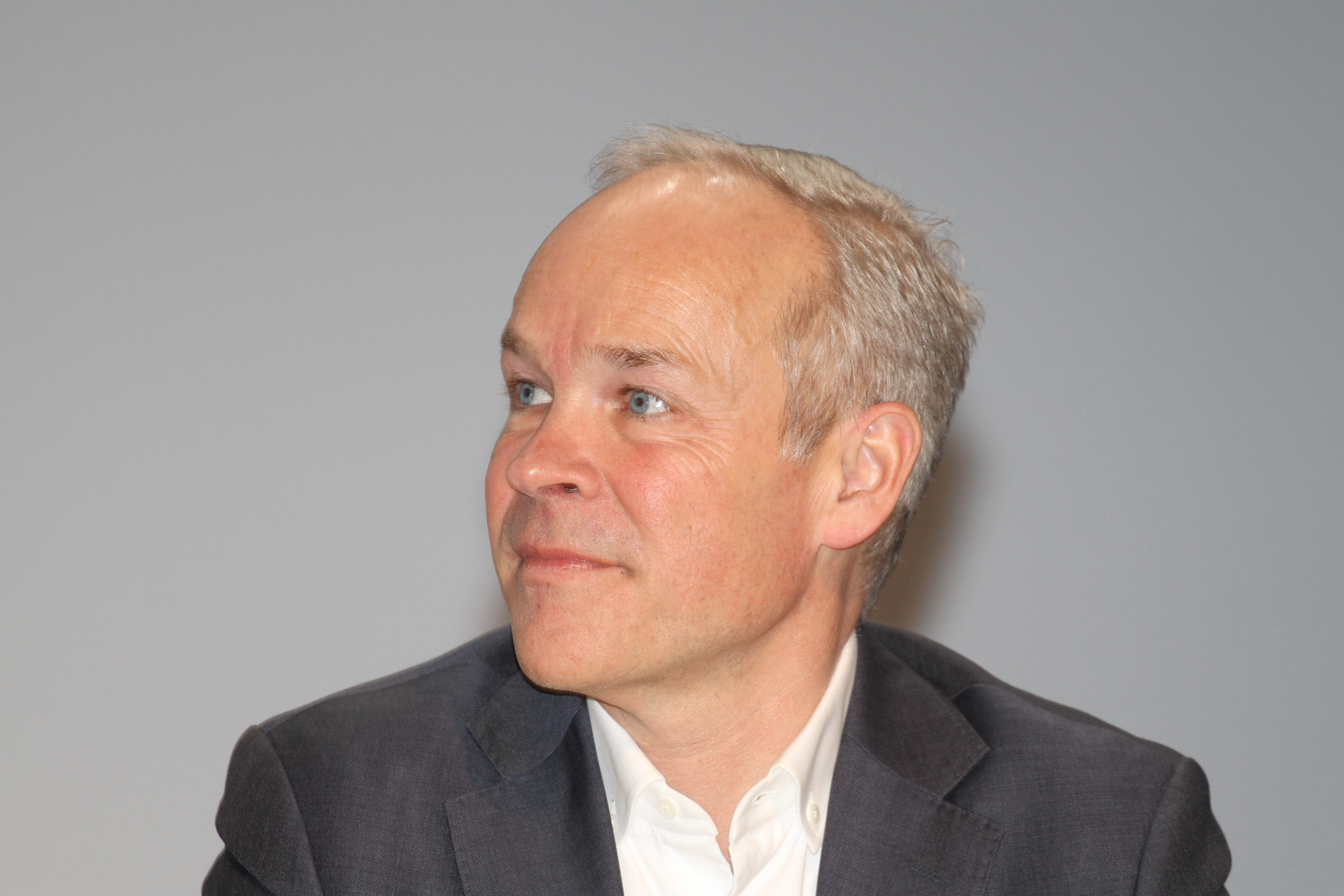
Jan Tore Sanner, 2017

Jan Tore Sanner (* 6. Mai 1965 in Bærum) ist ein norwegischer Politiker der konservativen Partei Høyre, deren stellvertretender Vorsitzender er von 2004 bis 2022 war. Seit August 2025 ist er der Statsforvalter von Østfold, Buskerud, Oslo und Akershus.
Sanner war von 1989 bis 1990 und von 1993 bis 2025 Abgeordneter im Storting. Zwischen Oktober 2013 und Januar 2018 fungierte er als Kommunal- und Modernisierungsminister, danach bis Januar 2020 als Bildungs- und Integrationsminister und anschließend bis Oktober 2021 als Finanzminister in der Regierung Solberg. Von 1990 bis 1994 stand er der Høyre-Parteijugend Unge Høyre vor.

## Leben
Sanner wuchs in der westlich von Oslo gelegenen Kommune Bærum auf, für ein halbes Jahr lebte er in seiner Jugend in Ungarn. Sein Vater Tore Sanner war Hochschullehrer und in der Krebsforschung tätig. Seine Mutter engagierte sich als Høyre-Mitglied lokalpolitisch. Im Jahr 1984 schloss Sanner die weiterführende Schule ab. Bis ins Jahr 1987 studierte er Marktführung an der Handelshøyskolen BI.

### Werdegang in der Høyre
Während seiner Studienzeit war Sanner sowohl in der Høyre als auch deren Parteijugend Unge Høyre engagiert. Im Jahr 1985 arbeitete er als Wahlkampfsekretär der Høyre in Bærum und von 1985 bis 1986 stand er der Unge Høyre in seiner Heimatkommune vor. In der Zeit von 1986 bis 1987 war er auf Landesebene politischer Sekretär der Unge Høyre. Von 1987 bis 1988 fungierte er im Fylke Akershus sowohl als politischer Sekretär der Høyre als auch als Vorsitzender der Unge Høyre. Im Juni 1988 wurde er auf einem Parteitag der Unge Høyre zum zweiten stellvertretenden Vorsitzenden gewählt. Børge Brende wurde neuer Vorsitzender. Nach seiner Wahl äußerte Sanner, dass die Partei Fremskrittspartiet (FrP) kein „natürlicher Zusammenarbeitspartner“ der Høyre sein solle. Im Juni 1990 wurde Sanner als Nachfolger von Børge Brende zum neuen Unge-Høyre-Vorsitzenden gewählt. Seine Amtszeit als Vorsitzender der Unge Høyre endete nach vier Jahren im Juni 1994.

### 1989–2013: Stortingsabgeordneter
Bei der Parlamentswahl 1989 verpasste Sanner den direkten Einzug in das norwegische Nationalparlament Storting. Stattdessen wurde er sogenannter Vararepresentant, also Ersatzabgeordneter, im Wahlkreis Akershus. Als solcher kam er vom Oktober 1989 bis November 1990 zum Einsatz, als er Kaci Kullmann Five vertrat, die als Regierungsmitglied ihr Mandat ruhen lassen musste. Während dieser Zeit saß er im Verbraucher- und Verwaltungsausschuss. Bei der Wahl 1993 zog er schließlich erstmals direkt ins Parlament ein. In der bis 1997 andauernden Legislaturperiode gehörte Sanner dem Ausschuss für Kirchen, Bildung und Forschung an. Im Anschluss an die Stortingswahl 1997 wurde er stellvertretender Vorsitzender des Energie- und Umweltausschusses. In den Jahren von 1998 bis 2000 stand er der Høyre in Bærum vor.
Nach der Parlamentswahl 2001 wurde Sanner Teil des Finanzausschusses und stellvertretender Fraktionsvorsitzender der Høyre-Fraktion. Im Jahr 2001 erfolgte seine Wahl zum ersten stellvertretenden Vorsitzenden der Høyre im Fylke Akershus. Diese Position hatte er bis 2005 inne. Im Jahr 2004 wurde er zum zweiten stellvertretenden Vorsitzenden der Høyre gewählt. Im Anschluss an die Wahl 2005 wurde er erneut Mitglied im Finanzausschuss, wo er die Position als zweiter stellvertretender Vorsitzender einnahm. Auch setzte er als stellvertretender Fraktionsvorsitzender fort. Beide Posten übernahm er auch nach der Stortingswahl 2009 wieder. Im Jahr 2008 stieg er vom zweiten stellvertretenden Parteivorsitzenden zum ersten Stellvertreter auf. Im Januar 2010 nominierte Sanner den chinesischen Schriftsteller und Dissidenten Liu Xiaobo für den Friedensnobelpreis, den dieser schließlich gewinnen konnte.

### 2013–2021: Regierungsmitglied
Nach der Parlamentswahl 2013 kam es zu einem Regierungswechsel und seine Parteikollegin Erna Solberg bildete die Regierung Solberg. Jan Tore Sanner wurde am 16. Oktober 2013 zum Kommunal- und Modernisierungsminister ernannt. Das Amt übte er zunächst bis Ende 2013 im Kommunal- und Regionalministerium, danach im umbenannten Kommunal- und Modernisierungsministerium aus. Nachdem im Januar 2018 die Partei Venstre der Regierung beigetreten war und es in der Folge zu einem Umbau des Kabinetts gekommen war, wurde Sanner am 17. Januar 2018 zum Bildungs- und Integrationsminister ernannt. Das Amt behielt er bis Januar 2020. Am 24. Januar 2020 übernahm er den Posten als Finanzminister von der FrP-Politikerin Siv Jensen, der nach dem Regierungsaustritt der Fremskrittspartiet frei geworden war. Er übte das Amt bis zum Abtritt der Regierung Solberg am 14. Oktober 2021 aus. Während seiner Regierungsmitgliedschaft musste er sein Parlamentsmandat ruhen lassen. Er wurde von Hårek Elvenes sowie Bente Stein Mathisen vertreten.

### Seit 2021: Rückkehr in das Storting
Nach der Parlamentswahl 2021 wurde er Mitglied im Bildungs- und Forschungsausschuss. Im Januar 2022 gab er bekannt, dass er nach über 17 Jahren als stellvertretender Vorsitzender nicht mehr zur Wiederwahl antreten wolle. Seine Zeit als stellvertretender Vorsitzender endete schließlich im April 2022. Im Oktober 2022 übernahm er die Position als zweiter stellvertretender Fraktionsvorsitzender der Høyre-Fraktion. Im Mai 2024 gab Sanner bekannt, dass er bei der Stortingswahl 2025 nicht erneut kandidieren werde. Zugleich gab er bekannt, dass er sich für den Posten als Statsforvalter für die Fylker Østfold, Buskerud, Oslo und Akershus beworben habe. Im Juni 2024 wechselte er im Storting in den Energie- und Umweltausschuss. Im selben Monat erfolgte Sanners Ernennung zum Statsforvalter. Das Amt trat er zum 15. August 2025, nach seinem Ausscheiden aus dem Storting, an.

## Privates
Sanner ist mit der norwegischen Moderatorin Solveig Barstad verheiratet. Gemeinsam haben sie zwei Töchter.